# Chlorophorus moestus
Chlorophorus moestus là một loài bọ cánh cứng trong họ Cerambycidae.